# António Luís Gomes

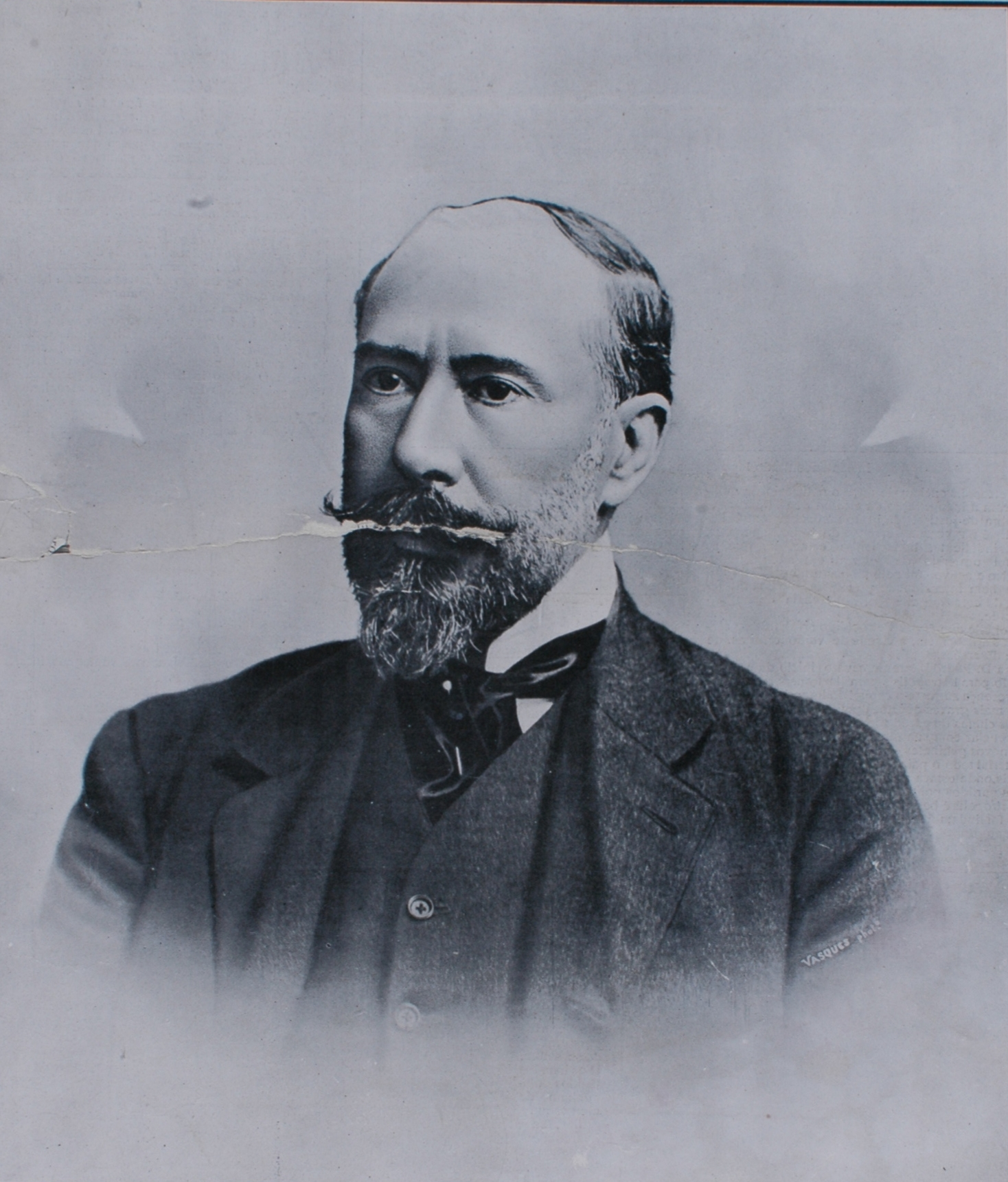
António Luís Gomes.

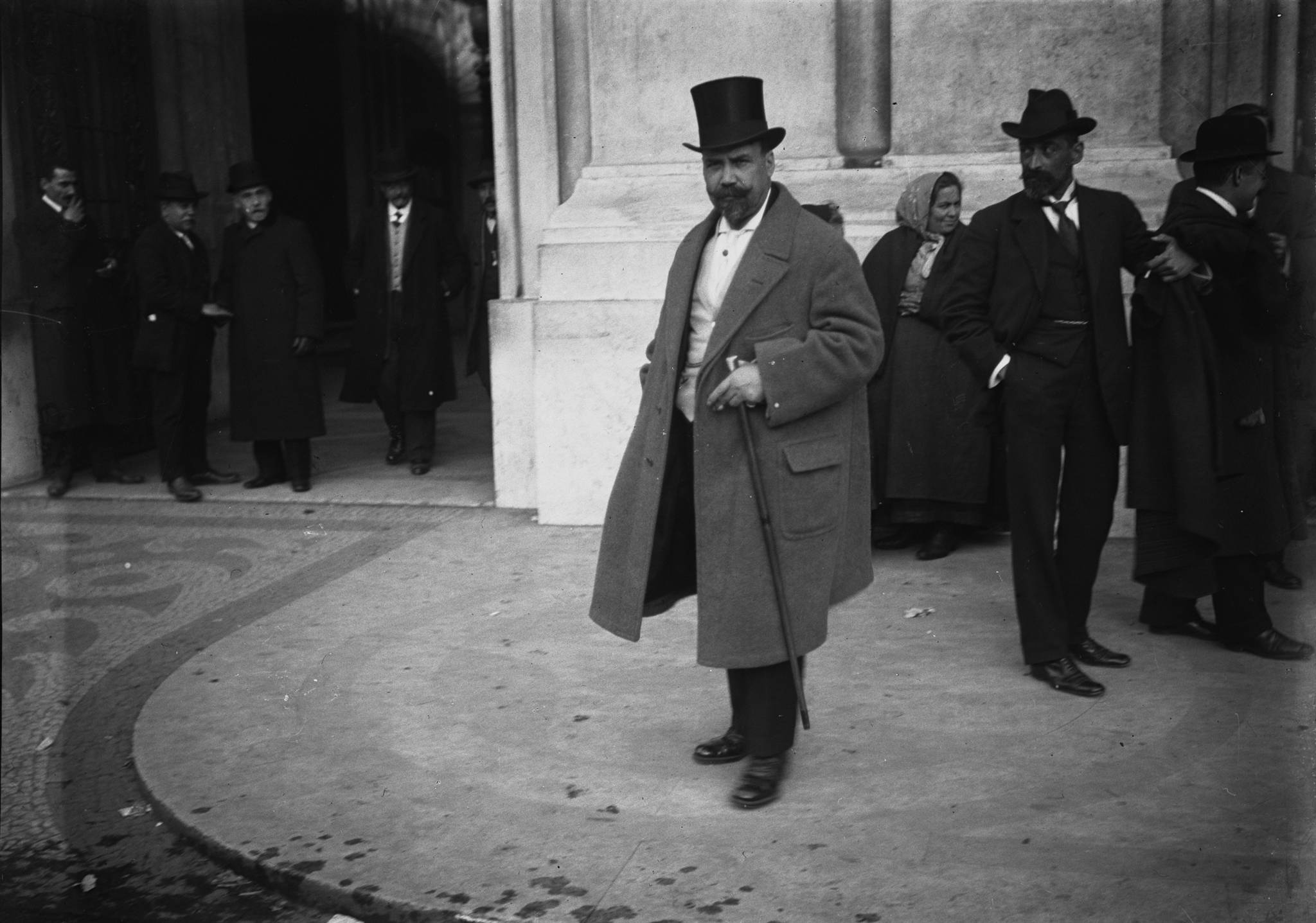
António Luís Gomes à entrada dos Paços do Concelho de Lisboa, 1911.

António Luís Gomes (São Martinho da Gândara, 23 de Setembro de 1863 — Porto, 28 de Agosto de 1961) foi um jurista, professor universitário, político e diplomata que se distinguiu como um dos mais prestigiados membros do Partido Republicano Português na fase final da monarquia e nos primeiros anos da Primeira República Portuguesa. Fez parte do Governo Provisório da República Portuguesa.

## Biografia
António Luís Gomes nasceu em São Martinho da Gândara, concelho de Oliveira de Azeméis, filho de António Gomes Luiz, originário da região de Aveiro. Depois de realizar estudos liceais na cidade do Porto, formou-se em Direito na Universidade de Coimbra no ano de 1890.
Durante os seus tempos de estudante, foi dirigente da Associação Académica de Coimbra a cuja direcção presidiu durante quatro anos. A sua vivência em Coimbra, e particularmente as consequências na opinião pública do Ultimato britânico de 1890, levaram-no à defesa do republicanismo, sendo desde os seus tempos de estudante um fervoroso defensor do fim da monarquia e da implantação de um regime republicano em Portugal.
Em consequência, como militante do Partido Republicano Português, fez parte do Directório desse partido. Foi eleito deputado republicano às Cortes da Monarquia em 1909, vivendo no parlamento nos momentos finais do regime.
Proclamada a República Portuguesa, foi escolhido para o cargo de Ministro do Fomento do Governo Provisório da República Portuguesa, tendo tido um papel fundamental na estruturação do novo regime português.
Em 1911, após a entrada em vigor da Constituição Portuguesa de 1911 e a auto-dissolução do Governo Provisório, foi nomeado embaixador de Portugal no Brasil, cabendo-lhe a tarefa de restabelecer as relações diplomáticas entre a jovem Primeira República Portuguesa e aquele país. Conseguiu aqueles objectivos em 1912, o que lhe granjeou grande prestígio.
Após o seu regresso a Portugal foi eleito provedor da Santa Casa da Misericórdia do Porto, cargo que exerceu até 1921, ano em que foi nomeado reitor da Universidade de Coimbra.
Exerceu as funções de reitor da Universidade de Coimbra de 1921 a 1924.
Em 1930 voltou a assumir as funções de provedor da Santa Casa da Misericórdia do Porto, cargo que manteve até 1944.
Como único membro do Governo Provisório da República Portuguesa então vivo e como um dos decanos sobrevivos do movimento republicano, presidiu ao Primeiro Congresso Republicano que se realizou em 1957 na cidade de Aveiro. 
Casou com Maria José de Medeiros Alves, tendo o casal os seguintes filhos: António Luiz Gomes (1898 - 1981), assistente da Faculdade de Letras da Universidade do Porto e Director-Geral da Fazenda durante o Estado Novo; Ruy Luiz Gomes, que se distinguiu como docente universitário, matemático e político; Alda Luiz Gomes; Hermengarda Luiz Gomes; e Irene Luiz Gomes.
António Luiz Gomes faleceu aos 98 anos de idade na sua residência na cidade do Porto.